# Teesdalia nudicaulis
Teesdalia nudicaulis es una especie de la familia de las brasicáceas

## Descripción
El teesdalia nudicaulis  (Teesdalia nudicaulis) es una especie  glabra, anual, de 4 a 45 cm, con ramas basales ascendentes y tallos casi afilos. Hojas en una roseta basal, divididas, con un lóbulo terminal más ancho de tres lóbulos. Flores blancas, aproximadamente de 2 mm de diámetro; pétalos desiguales. Vaina de hasta 4 mm, oval glabra, estrechamente alada por encima. Florece en primavera. 

## Hábitat
Habita en pastizales efímeros y lugares arenosos abiertos.

## Distribución

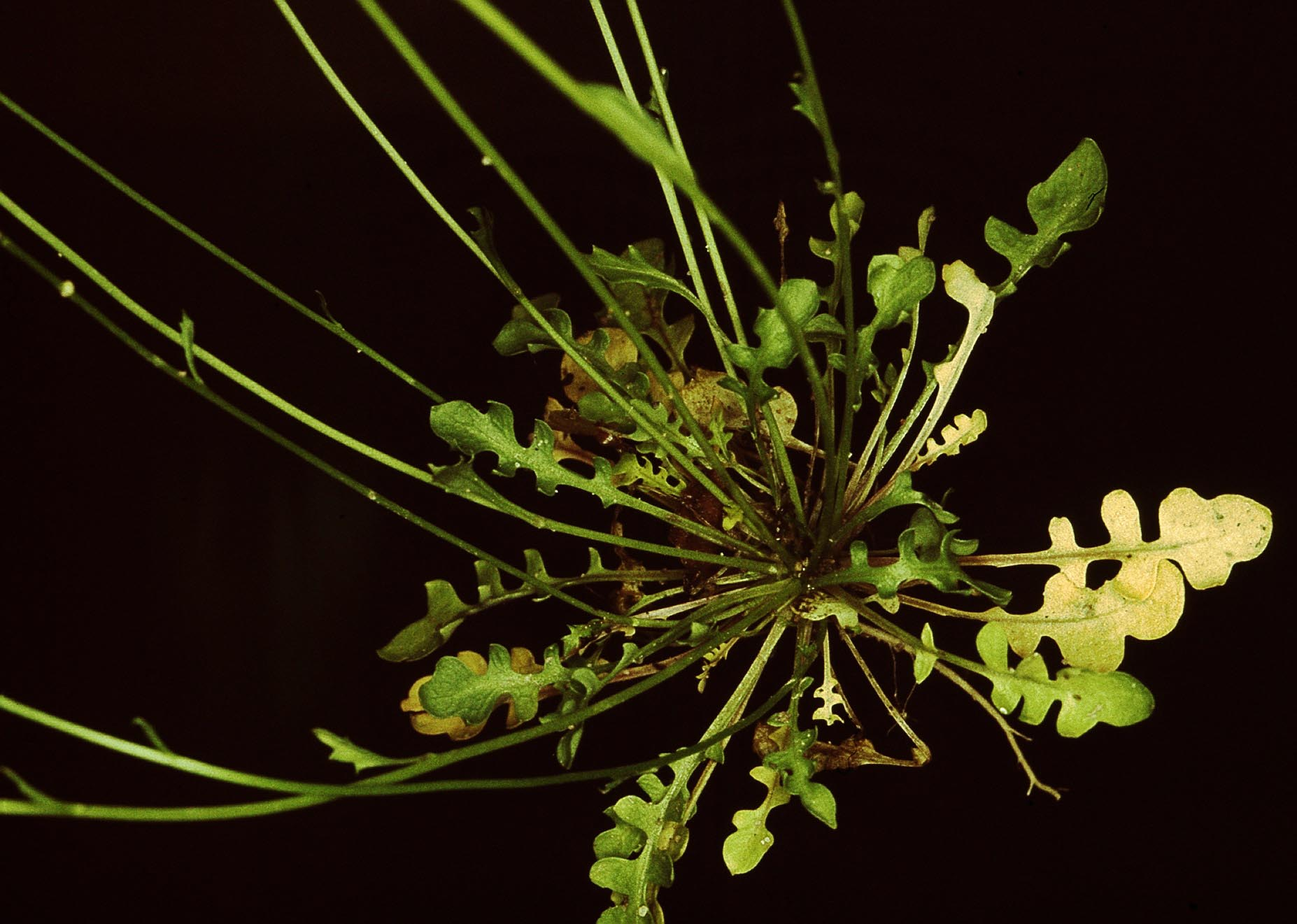
Roseta basal.

En gran parte de Europa.

## Nombre común
- Castellano: paniquesillo, pan y queso.[1]

## Sinonimia
- Thlaspi   procumbens Lapeyr.   [1813, Hist. Abr. Pyr. : 366]
- Teesdalia iberis DC.
- Teesdalia verna Bubani [1901, Fl. Pyr., 3 : 215] [nom. illeg.]
- Teesdalia lepidium DC. [1821, Syst. Nat., 2 : 392] [nom. illeg.]
- Teesdalia irregularis Gray [1821, Nat. Arr. Brit. Pl., 2 : 693] [nom. illeg.]
- Lepidium scapiferum Wallr. [1822, Sched. Crit. : 344]
- Iberis nudicaulis L. [1753, Sp. Pl., éd. 1 : 650]
- Guepinia nudicaulis (L.) Bastard [1812, Ess. Fl. Maine-et-Loire, Suppl. : 35]
- Guepinia iberis DC. in Lam. & DC. [1815, Fl. Franç., éd. 3, 5 : 596] [nom. illeg.]
- Folis nudicaulis (L.) Dulac 1867, Fl. Hautes-Pyr. : 190]
- Crucifera teesdalia E.H.L.Krause[2]